# سرصاف (سرده)
سرصاف (سرده) (نام علمی: Alepocephalus) نام یک سرده از تیره ماهیان سربرهنه است.